# Хлорпротиксен
Хлорпротиксе́н (Chlorprothixenum). Цис-2-Хлор-9-(3-диметиламинопропилиден) — тиоксантена гидрохлорид. Высокоактивный и в то же время относительно мягкий нейролептик. По химическому строению близок к аминазину; отличается тем, что вместо атома азота в центральной части трициклического ядра содержит углерод, соединённый двойной связью с боковой цепью. Аминазиновый эквивалент 1,5.

## Общая информация
Препарат оказывает выраженное седативное и антипсихотическое действие, обладает выраженной противорвотной активностью. Оказывает умеренное адренолитическое, слабое противосудорожное и относительно сильное антихолинергическое действие. Не оказывает каталептического действия.
Нейролептический эффект сочетается у хлорпротиксена с умеренным антидепрессивным эффектом.
Применяют при психозах и психоневротических состояниях,  сопровождающихся беспокойством, страхом, психомоторным возбуждением, агрессивностью, в том числе при депрессивно-параноидной, циркулярной шизофрении, при простой вялотекущей шизофрении с психопатоподобной и неврозоподобной симптоматикой и при других психических заболеваниях. Препарат эффективен при лечении острых алкогольных психозов. В малых дозах использовался как успокаивающее средство при неврозах, нарушениях сна (самостоятельно и в сочетании со снотворными), кожном зуде и др., однако желательность его использования при пограничных расстройствах в настоящее время под сомнением.
В частности, хотя хлорпротиксен, как и другие типичные (классические) нейролептики, широко применялся с 1970-х годов для лечения тревожных расстройств, наличие экстрапирамидных, нейроэндокринных и других тяжёлых побочных эффектов привело к признанию необходимости отказаться от их использования при этих расстройствах.
Применяют также как противорвотное средство.

## Способ применения и дозы
Назначают внутрь (до еды) или внутримышечно.
При лечении психически больных хлорпротиксен назначают взрослым внутрь, начиная с 0,025—0,05 г (25—50 мг) в день (в 3—4 приёма) с последующим увеличением дозы на 25—50 мг до общей суточной дозы 0,2—0,4 г (200—400 мг). В резистентных случаях увеличивают дозу до 0,6—0,8 г. По достижении терапевтического эффекта дозу постепенно понижают.
Внутримышечно (глубоко в верхний наружный квадрант ягодицы) препарат вводят больным с острым психическим возбуждением (в том числе при острых алкогольных психозах с выраженным психомоторным возбуждением, сопровождающимся страхом и тревогой) и при других состояниях, когда требуется быстрое вмешательство или если больной не может принимать препарат внутрь (тяжёлая рвота и др.). Как только состояние позволяет, переходят на приём препарата в виде таблеток.
Внутримышечно вводят по 25—50 мг 2—3 раза в день (как противорвотное 12,5—25 мг). В тяжёлых случаях увеличивают разовую дозу до 100 мг.
При неврозах назначают внутрь по 5—10—15 мг 3—4 раза в день.

## Противопоказания
Абсолютные: отравление алкоголем, барбитуратами или другими средствами с угнетающим действием на ЦНС, гиперчувствительность к хлорпротиксену. Относительные: эпилепсия, паркинсонизм, склонность к коллапсам, нарушения кроветворения, заболевания печени, почек, тяжёлые декомпенсированные пороки, тахикардия, тяжёлое соматическое истощение, тяжёлый церебральный склероз, пожилой возраст, детский возраст.

## Побочные действия
Сонливость, нарушения аккомодации, сухость во рту, повышенная потливость, тахикардия. Может наблюдаться ортостатическая гипотензия, особенно при применении хлорпротиксена в высоких дозах. Головокружение, дисменорея, кожные высыпания, запоры встречаются редко. К экстрапирамидным побочным эффектам хлорпротиксена прежде всего относятся развивающиеся при больших дозах амимия, акинезия с мышечным напряжением в области рта и нарушением артикуляции, сочетающиеся с мышечной релаксацией, снижением пластического тонуса в конечностях. Описаны единичные случаи снижения судорожного порога, возникновения транзиторной доброкачественной лейкопении и гемолитической анемии. При длительном применении, особенно в высоких дозах, могут наблюдаться холестатическая желтуха, дисменорея, галакторея, гинекомастия, ослабление потенции и либидо, повышение аппетита, увеличение массы тела.
Возможны также диспепсия; психомоторное торможение, усталость; фотосенсибилизация, тяжёлый дерматит; корнеальное и лентикулярное помутнение с ухудшением зрения; агранулоцитоз, лейкоцитоз; нарушения мочеиспускания; сахарный диабет. Возможно развитие привыкания к препарату.
В очень редких случаях при приёме хлорпротиксена возможно парадоксальное усиление беспокойства.

## Взаимодействия
Алкоголь, анестетики, наркотические, седативные, снотворные и нейролептические средства при одновременном с хлорпротиксеном приёме усиливают его действие на ЦНС; хлорпротиксен, в свою очередь, потенцирует действие снотворных, анальгетиков, нейролептических средств, антигистаминных средств, барбитуратов. Приемлемыми являются только сочетания с антидепрессантами (амитриптилином, имипрамином, нортриптилином и др.).
Вещества с М-холинолитическим действием усиливают антихолинергические эффекты хлорпротиксена. Хлорпротиксен усиливает действие антихолинергических средств, гипотензивных препаратов, седативных средств, препаратов для общей анестезии, алкоголя, производных кураре:652.
При сочетании хлорпротиксена с амфотерицином B или глюкокортикоидами может происходить усиление гипокалиемии. При сочетании с противодиабетическими препаратами может потребоваться коррекция доз противодиабетических препаратов:652.

## Меры предосторожности
Так как препарат вызывает сонливость, его нельзя применять амбулаторно лицам, чья деятельность требует быстрой психической и физической реакции, если их реакция не проверена длительным применением поддерживающих доз хлорпротиксена.